# Eros Antonio Piazza
Eros antonio piazza (Torino, 1º luglio 1980) è un dirigente sportivo ed ex calciatore italiano, di ruolo centrocampista attaccante, direttore sportivo del settore giovanile del Piemonte.

## Carriera

### Giocatore

#### Club
Cresciuto nel Gabetto, si trasferisce all'Alessandria nel 1995. Complessivamente con la maglia dei grigi disputa 7 gare in Serie C1 realizzando un gol e 13 gare in Serie C2 realizzando 7 reti.
Nel 1999 va all'Aosta, dove rimane fino al gennaio 2001, contribuendo alle vittorie della squadra con 32 reti.
Al termine della stagione passerà a giocare in categorie minori.
Il 27 gennaio 2016 annuncia l'addio al calcio giocato con 579 partite disputate da professionista (42) e semiprofessionista (537) con un totale di 328 reti.
In carriera ha ottenuto in totale sette promozioni e 2 retrocessioni

## Statistiche

### Presenze e reti nei club
| Stagione           | Squadra            | Campionato         | Campionato | Campionato | Coppe nazionali | Coppe nazionali | Coppe nazionali | Coppe continentali | Coppe continentali | Coppe continentali | Altre coppe | Altre coppe | Altre coppe | Totale | Totale |
| Stagione           | Squadra            | Camp               | Pres       | Reti       | Camp            | Pres            | Reti            | Camp               | Pres               | Reti               | Camp        | Pres        | Reti        | Pres   | Reti   |
| ------------------ | ------------------ | ------------------ | ---------- | ---------- | --------------- | --------------- | --------------- | ------------------ | ------------------ | ------------------ | ----------- | ----------- | ----------- | ------ | ------ |
| 1996-1997          | Alessandria        | C1                 | 0          | 0          | CI-C            | 1               | 0               | -                  | -                  | -                  | -           | -           | -           | 1      | 0      |
| 1997-1998          | Alessandria        | C1                 | 4+1        | 0          | CI-C            | 4               | 1               | -                  | -                  | -                  | -           | -           | -           | 8      | 1      |
| 1998-1999          | Alessandria        | C2                 | 13         | 6          | CI-C            | 4               | 1               | -                  | -                  | -                  | -           | -           | -           | 17     | 7      |
| Totale Alessandria | Totale Alessandria | Totale Alessandria | 17         | 6          |                 | 9               | 2               |                    | -                  | -                  |             | -           | -           | 26     | 8      |
| 1999-2001          | Alessandria        | Aosta              | 40         | 30         | 0               | CI              | 2               | 0                  | -                  | -                  | -           | -           | -           | 42     | 32     |
|                    | Alessandria        |                    |            |            |                 |                 |                 |                    |                    |                    |             |             |             |        |        |